# 手間本北栄
手間本北栄（てまもと ほくえい、1954年3月3日 - ）は、日本の彩書家。別号玲雲。
青森県東通村生まれ。後に本名を亀次郎から北栄に改名する。青森県立田名部高等学校2年中退後、宮城県仙台第一高等学校卒業。1973年、19歳で書道研究「麗」を主宰し、北栄書道会も設立して書道の研究に励む。
1978年から馬の絵で世界的に有名な三上隆彦に薦められ日輝展に作品を発表する（後に理事・審査員となる）。1980年、第15次全日本教育書道代表として中華民国派遣。1986年から国際展に出品する。
1989年から墨一色の書から、一本の筆の先に3色～7色の顔料や濃淡の墨をつけ、一気に描き上げるカラーによる彩書作品を発表する。
少字数を素材に情感を盛り込む作風である。
1992年4月16日、日の出山荘にて中曽根康弘から元ソ連大統領ミハイル・ゴルバチョフへ、手間本の掛け軸作品「寂然不動」を進呈。1994年、パリ、サロン・デ・イベール（冬のサロン）に彩書「女」を初出品し、日本人初の銅賞に入り、無鑑査会員となる。1996年からパリ・アンデパンダン展に出品。
2005年10月1日、平成の大合併により「北栄」の名の町が鳥取県北栄町に誕生したのが縁で町の発展を願い彩書作品を寄贈して交流活動をしている。
2006年には、F10号「雲と水」・「花と蝶」・「萌生」、2007年には、F10号「暁」を寄贈している。
2007年7月1日、秋田県男鹿市に男鹿半島への観光客及び男鹿市民・若者との交流の為に男鹿温泉交流会館「五風」が完成し、手間本の彩書作品を寄贈し常設展示されている。作品は、半切掛軸「寂然不動」、F10号「暁」「朝」「眺」「舞」「天馬」「春夏秋冬」・F4号「風」「潮風」「凪」「蒼海」「夢」「波」「響」の14点である。
また、出身地の青森県東通村には、東通小学校へF10号「夢」他12点・東通村多目的集会施設にF10号「暁」他15点・東通村教育委員会に絵本・詩画集・CDを、2008年4月開校の東通中学校にF15号「天馬」・F15号「天地創造」を、むつ市役所にF10号「舞」、青森県立田名部高等学校にF10号「光」を寄贈して地域住民との交流及び社会貢献に寄与している。
2007年5月18日、指定商品第16類雑誌、新聞として「彩書」が商標登録された（登録第5048652号）。

## 受賞歴
- 1994年、第81回パリ、サロン・デ・イベール・銅賞：「女」
- 1997年、ベルギー国際現代芸術アカデミー・金賞：「花と蝶」
- 2001年、フランス・サントロペ国際サロン・銅賞：「心」
- 2005年、web国際美術展・金賞：「女」「樂」「散」
- 2006年
  - スペイン・バルセロナ国際サロン・金賞：「天馬」（ペガサス）
  - 2006年度ベルギー国際現代芸術アカデミー・国際作家銀賞：「天馬」「街」「澄」
  - 第119回リヨン・サロン・ド・プランタン・入選：「彩雲」
  - カンヌ国際栄誉グランプリ2006・銅賞：「天馬」
  - タナ王室美術アカデミー・フランス展：「舞」
  - 国際芸術大賞展フランス2006・銅賞：「舞」
  - レンブラント生誕400年「現代の芸術家による光と闇展」記念芸術賞：「天地創造」
  - 第12回フランス国際芸術サロン選抜出展者賞：「幽花」
  - 第18回フランス絵画彫刻国際展（イーグル・ド・ニース）特別栄誉賞：「舞」
  - 2006日豪交流30周年記念ワイン展（メルボルン）ワインラベルに採用：赤ワイン「夕影」・白ワイン「和」
- 2007年
  - スペイン・バルセロナ国際サロン・栄誉賞・金メダル：「春の夢」
  - 第120回リヨン・サロン・ド・プランタン選抜作家賞：「月影」
  - カンヌ国際栄誉グランプリ2007・銀メダル：「雪月花」
  - 2007年度ベルギー国際現代芸術アカデミー・国際作家プラチナ賞：「光」「暁」「舞」
  - みちのく芸術文化祭・最優秀作家賞：「天馬」「蜜香」
  - 横浜日仏芸術祭・審査委員会賞：「眺望」
- 2008年
  - スペイン・バルセロナ国際サロン・優秀賞・金メダル：「漁火」
  - 第121回リヨン・サロン・ド・プランタン・国際芸術貢献賞：「響」
  - カンヌ国際栄誉グランプリ2008・銀メダル：「風光」
  - 坂の上の雲1000人のメッセージ展・佳作賞：「凪」・入選：「天馬」
  - 第37回スペイン美術賞展・入選：「天馬」

## 収蔵先
- ハンガリー日本博物館、ハンガリー・シャールレート国立博物館、大韓民国慶尚南道南海郡教育庁、北海道利尻富士町、北海道洞爺湖町、青森県むつ市、青森県東通村、秋田県五城目町、秋田県男鹿市、山形県鶴岡市、宮城県気仙沼市、新潟県胎内市、群馬県上野村、兵庫県丹波篠山市、鳥取県北栄町、熊本県南小国町、鹿児島県霧島市、長崎県小値賀町、他多数。